# Наринський сільський округ (Ісатайський район)
Нари́нський сільський округ (каз. Нарын ауылдық округі, рос. Нарынский сельский округ) — адміністративна одиниця у складі Ісатайського району Атирауської області Казахстану. Адміністративний центр — село Нарин.
Населення — 1145 осіб (2021; 1294 у 2009, 1154 у 1999, 706 у 1989).
Станом на 1989 рік існувала Забурунська сільська рада (села Амангельди, Жанбай, Забуруньє, Манаш, Минтобе), селище Роз'їзд 13 перебувало у складі Ісатайської сільради. 1993 року утворено Наринський сільський округ, до складу якого увійшли село Жана-Жанбай та селище Нарин, село колишньої Забурунської сільради Минтобе.

## Склад
До складу округу входять такі населені пункти:
| Населений пункт   | Колишні назви | Населення, осіб (1989) | Населення, осіб (1999) | Населення, осіб (2009) | Населення, осіб (2021) |
| ----------------- | ------------- | ---------------------- | ---------------------- | ---------------------- | ---------------------- |
| Жана-Жанбай, село | -             | -                      | 249                    | 296                    | 287                    |
| Манаш, село       | Монаш         | 130                    | -                      | -                      | -                      |
| Минтобе, село     | -             | 181                    | 254                    | 156                    | 46                     |
| Нарин, село       | Роз'їзд 13    | 395                    | 651                    | 842                    | 812                    |